# SPCK
SPCK (eller S.P.C.K., The Society for Promoting Christian Knowledge, tidligere Society for the Propagation of Christian Knowledge) er det ældste engelske – anglikanske – missionsselskab. Det blev stiftet 1698 af Thomas Bray, en anglikansk præst, sammen med en lille gruppe venner.
Selskabet blev dannet for at opmuntre kristen opdragelse og uddannelse, og fremstilling og uddeling af kristen litteratur, og det var i 1700-tallet den største fremstiller af kristen litteratur i Storbritannien.
SPCK deltog fra 1710 finansielt og logistisk i det missionsarbejde i Trankebar der udgik fra den danske Halle-mission ved udsendelsen af den tyske missionær Ziegenbalg dertil i 1705.